# Police Grand-Ducale
La Polizia Granducale (in lussemburghese Police Lëtzebuerg, in francese Police Grand-Ducale) è il Corpo di polizia nazionale del Granducato di Lussemburgo. È presieduto dal Ministero dell'interno, sebbene operi in nome del Granduca. Il controllo esecutivo è esercitato dal Direttore Generale della Polizia granducale. 
Nella sua forma attuale la Polizia Granducale è esistita dal 1º gennaio 2000, quando il Corpo si è fuso con la Gendarmeria Granducale previa approvazione da parte della Camera dei Deputati di una legge il 31 maggio 1999.

## Mansioni
La Polizia Granducale è responsabile del mantenimento della sicurezza interna del Granducato lussemburghese, del rispetto dell'ordine, dei controlli ai confini nonché dell'osservanza di tutte le leggi e i decreti emanati nel territorio nazionale. È anche responsabile dell'assistenza all'Esercito nelle sue operazioni interne, come prescritto dal Granduca del Lussemburgo.

## Organizzazione

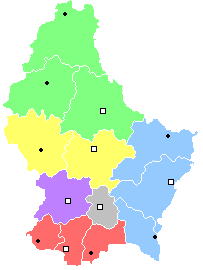
Carta con le circoscrizioni regionali della Polizia Granducale

La Polizia Granducale è suddivisa in quattro circoscrizioni regionali (circonscriptions régionales), che sono sotto il comando di un direttore (directeur régional). Questi è responsabile dei centri d'intervento primari e secondari, delle stazioni di polizia locali e dei servizi estesi a livello regionale. 
Una divisione speciale del Corpo, ubicata nell'aeroporto di Lussemburgo-Findel, è direttamente responsabile dei controlli alle frontiere.
Dal 18 luglio 2018 la struttura organizzativa è la seguente:
- Direzione Generale
- 4 Direzioni Centrali: Direzione Centrale della Polizia Amministrativa (DCPA), Direzione Centrale della Polizia Giudiziaria (DCPJ), Direzione Centrale delle Risorse e delle Competenze (DCRC), Direzione Centrale delle Strategie ed Esibizioni (DCSP)
- 4 unità nazionali organizzate nella DCPA: unità di polizia autostradale (UPR), unità di polizia aeroportuale (UPA), unità di guardia e antisommossa (UGAO), unità speciale della Polizia (USP)
- 4 regioni di polizia con sede a Diekirch, Esch-sur-Alzette, Grevenmacher, Lussemburgo.

In caso di errori o reati commessi dagli agenti della Polizia Granducale, le indagini vengono affidate dalle autorità amministrative e giudiziarie all'Ispettorato Generale della Polizia (Inspection Générale de la Police).

## Veicoli

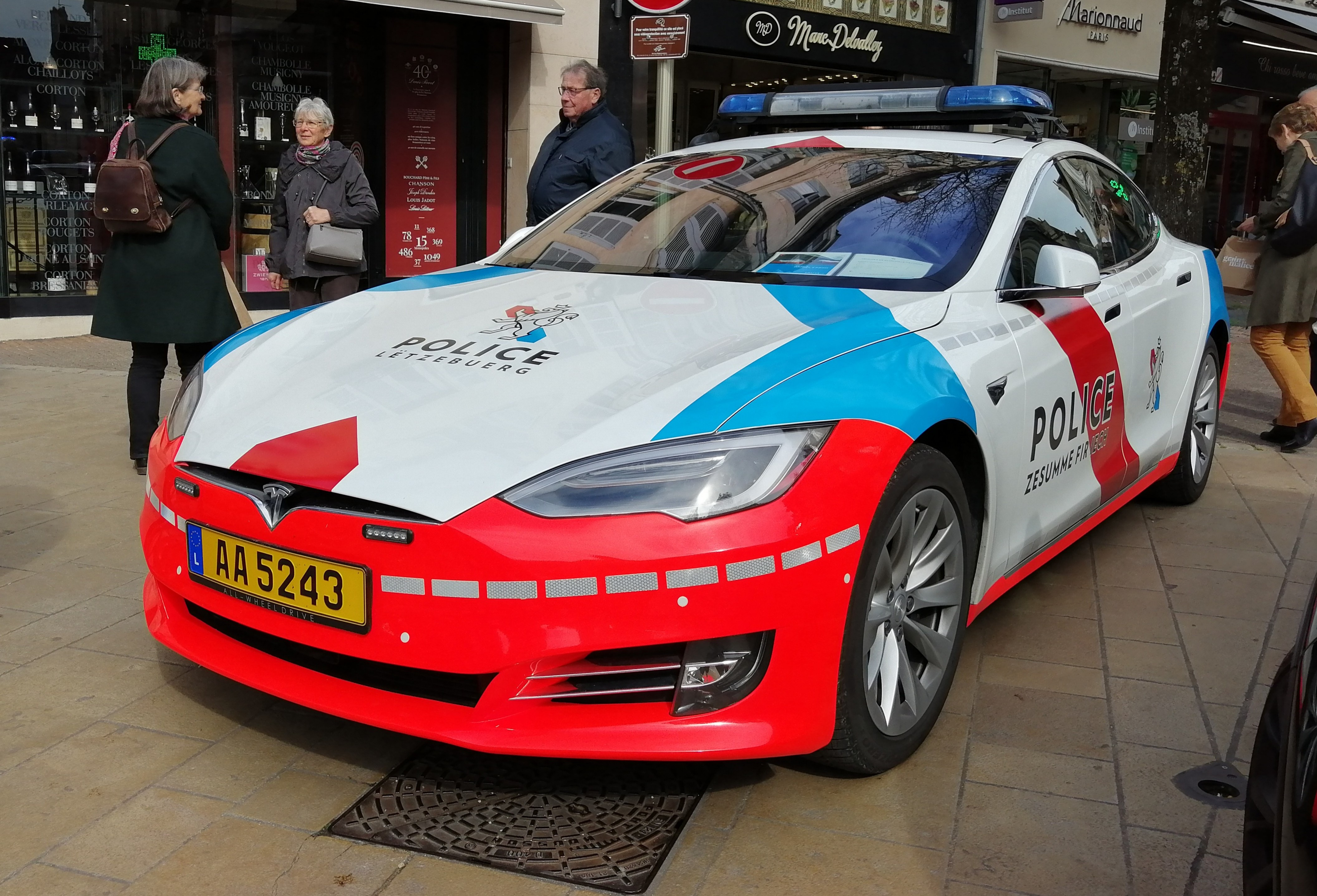
Una Tesla Model S utilizzata dalla Police Grand-Ducale

La Polizia Granducale ha attualmente in dotazione 860 veicoli. Dal 2018 ad oggi, nell'ambito di un progetto pilota finalizzato a determinare se le auto elettriche possano essere utilizzate dal Corpo, sono state aggiunte al parco mezzi a disposizione due Tesla Model S (ad aprile 2018) e sei Volkswagen Golf VII (a gennaio 2019) elettriche.